# Золтан Беке
Золтан Беке (Бела Црква, 30. јул 1911 — Темишвар, 9. март 1994) био је румунски фудбалер и тренер мађарске националности који је играо на позицији нападача. Био је члан фудбалске репрезентације Румуније која се такмичила на Светском првенству 1934. године, али није играо ниједну утакмицу.

## Трофеји

### Играч
Рипенсија Темишвар
- Прва лига (4): 1932–33, 1934–35, 1935–36, 1937–38
- Куп (2): 1933–34, 1935–36

Турну Северин
- Куп (1): 1942–43

Коложвар
- Другопласирани у Купу Мађарске (1): 1943–44

### Тренер
Турну Северин
- Куп Румуније (1): 1942–43